# 林建章
林 建章（りん けんしょう）は、清末民初の海軍軍人。北京政府では、海軍総長もつとめた。字は増栄。別名は述端。

## 事績

### 辛亥革命と対ソ干渉
1891年（光緒17年）に南京へ向かい、江南水師学堂第1期駕駛班（操舵班）で学ぶ。5年後に卒業し、実習を重ねた上で海軍軍人として正式に経歴を開始する。宣統年間までには「宿」号魚雷艇管理帯、海軍副参領の地位に昇進した。
辛亥革命が勃発すると、革命派鎮圧のために林建章も武漢に向かう。しかし、清朝陸軍が漢陽で軍民問わず残虐な鎮圧を行っているのを目の当たりにした林は激怒し、上海で革命派に呼応、決起した。林は、「南深」という艦艇に乗船し、清朝の軍勢を相手に勇戦した。
中華民国成立後の1913年（民国2年）1月、海軍中校銜を授与される。8月には上校に昇進した。1917年（民国6年）8月、巡洋艦「海容」艦長に任命されている。
対独宣戦を行い協商国に加盟した後の北京政府は、十月革命によりソビエト政権が誕生したロシアに対して海軍を派遣することを決定する。1918年（民国7年）8月、林建章は「海容」を率いてウラジオストクに向かい、中国駐沿海州海軍代将処を設立し、他の協商国軍に合流した。ドイツ敗戦後の翌年に、大過なく軍事行動を終了して帰国している。1921年（民国10年）1月、第1艦隊代理司令に就任した。

### 杜錫珪との抗争

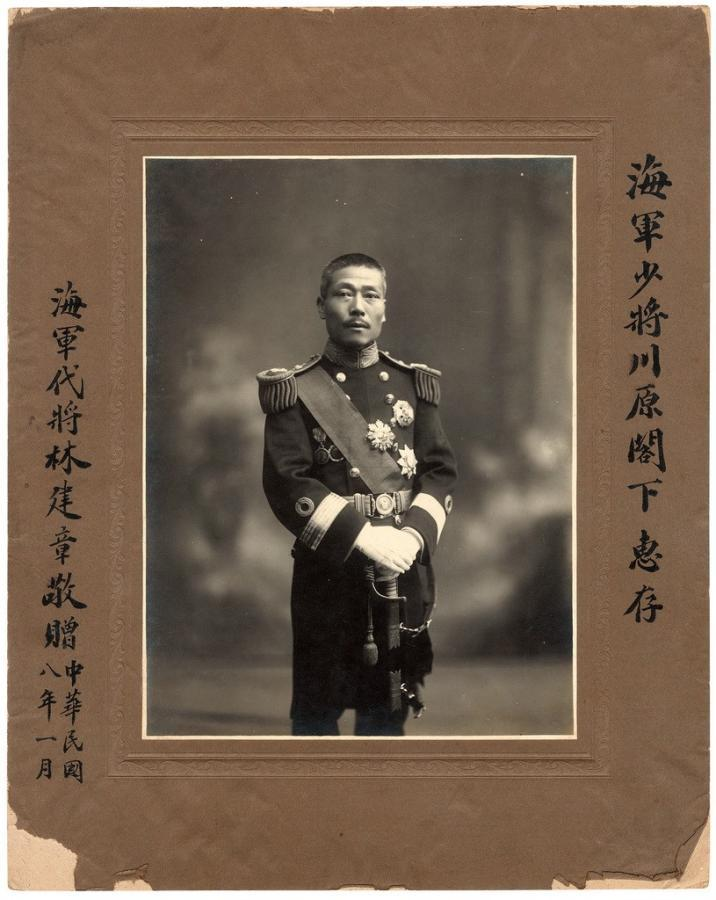
日本の川原（袈裟太郎？）海軍少将に林建章が贈った写真（1919年）

北京政府内部の政争では、梁鴻志と同郷の友人であったことなどもあり、林建章は安徽派に属していた。1922年（民国11年）、第一次奉直戦争が勃発すると、直隷派の第2艦隊司令杜錫珪は直隷派として参戦することを主張したが、林は中立を主張した。しかし、杜が直隷派として奉天派撃破に貢献すると、林は失脚してしまった。
翌年4月、林建章は、安徽派の浙江督軍盧永祥からの資金援助を受けて、再起を図る。まず給料遅配に憤る海軍士官たちを教唆し、これにより海軍の一部を北京政府から独立させた。そして林は、上海に海軍領袖処と呼ばれる機関を設置し、海軍瀘隊を結成したのである。林はさらに買収攻勢を北京政府側に仕掛け、一部艦艇を味方に引き込んでいる。しかし、1924年（民国13年）からの江浙戦争で盧が敗北してしまったため、林の下にあった海軍は次々と北京政府に回帰し、林も下野に追い込まれた。
同年10月に段祺瑞が復権して臨時執政となると、林建章は翌月にその下で海軍総長に任命され、海軍統率の権限を手中に収めた。しかし1926年1月、許世英内閣で杜錫珪が代理海軍総長として復権し、林は再び下野に追い込まれた。後に国民政府から海軍部高等顧問として招聘されたこともあったが、基本的に政界からは引退している。
日中戦争（抗日戦争）勃発後は、林建章は日本占領地域にとどまる。梁鴻志らから南京国民政府海軍総長就任を持ちかけられたことがあったが、林はあくまでこれを拒絶した。
1940年（民国29年）6月14日、病没。享年67。